# Lamprofyr

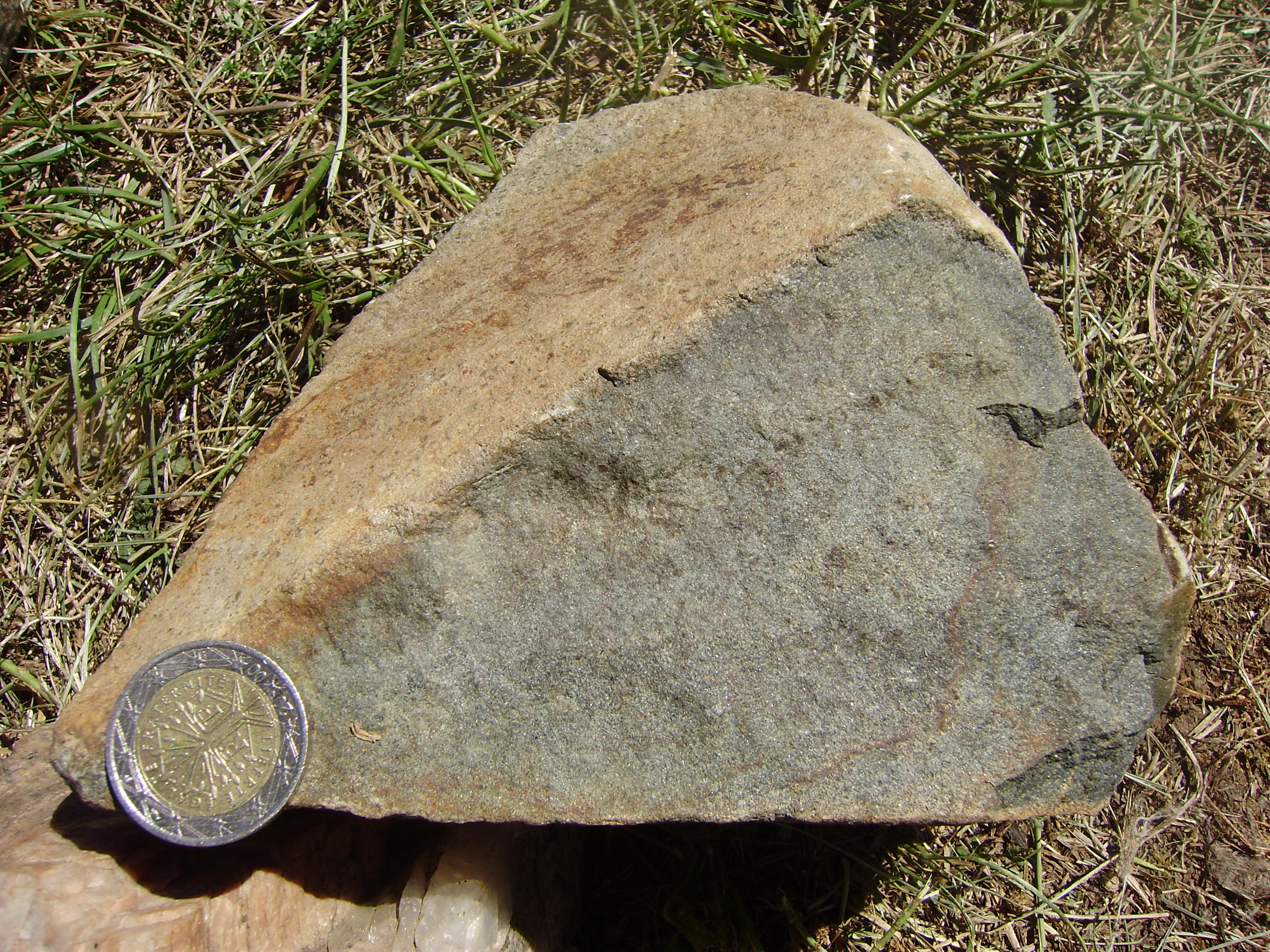
Lamprofyr från Frankrike.

Lamprofyr (från grekiskans lampros, gläsande) är en mörk, finkornig eruptiv bergart, huvudsakligen bestående av fältspat och mörka mineral och som gångar uppträdande i och strax utanför granitmassiv.
Lamprofyr bildas, tillsammans med aplit genom differentiation ur granitmagmorna men skiljer sig kemiskt från dessa genom fattigdom på kiselsyra och rikedom på kalcium, magnesium och järn.